# Palládium-hidrid
A palládium-hidrid fémes palládium, amely kristályrácsában jelentős mennyiségű hidrogént tartalmaz. Neve ellenére nem ionos hidrid, hanem palládium fémes hidrogénnel alkotott ötvözete, PdHx képlettel. 
A palládium általi hidrogénabszorpció reverzibilis, ezért a hidrogén tárolására vonatkozóan vizsgálták.  Palládiumelektródákat használtak néhány hidegfúziós kísérletben, mivel úgy gondolták, hogy a hidrogént a palládiumatomok közé lehet "préselni", hogy azok alacsonyabb hőmérsékleten fuzionáljanak, mint ami egyébként szükséges lenne.

## Története
A hidrogén palládium általi abszorpcióját először Thomas Graham jegyezte fel 1866-ban. Az elektrolitikusan előállított hidrogén abszorpcióját, ahol a hidrogént palládiumkatódba abszorbeálták, először 1939-ben dokumentálták.  Graham PdH0,75 összetételű ötvözetet állított elő.

## Szerkezete
A fémek rácsokban helyezkednek el, és fémhidridek képződésekor a hidrogénatomok a rács intersticiális helyeire helyezkednek el. Ez a helyzet a palládium-hidrid esetében is. Amikor a palládiumrács felülete érintkezésbe kerül egy hidrogénmolekulával, a két hidrogénatom elszakad egymástól, és mindegyik egy intersticiális helyre abszorbeálódik. A hidrogén intersticiális elhelyezése nem sztöchiometrikus elegyhez vezethet, ahol a palládium és a hidrogén aránya nem ábrázolható természetes számmal .
A hidrogén és a palládium aránya az oldatban {\displaystyle x={\frac {[H]}{[Pd]}}}. Amikor a Pd-t 1 atm nyomású hidrogénes közegbe tesszük, x megközelíti a 0,7-et. A szupravezetés eléréséhez szükséges koncentráció azonban magasabb, azért a hidrogénkoncentrációt 75%-ra kell növelni.  Ez három különböző útvonalon történik. Ismeretes, hogy a hidrogén könnyen deszorbeálódik a palládiumból; ezért fokozott gondot kell fordítani a palládium hidrogén-deszorpciójának megakadályozására.

## Kémiai szerkezet és tulajdonságok
A palládiumot néha metaforikusan „fémszivacsnak” nevezik, mert úgy szívja fel a hidrogént, „mint szivacs a vizet”. Szobahőmérsékleten és légköri nyomáson a palládium a saját térfogatának 900-szorosát képes elnyelni.  1995 óta megoldható a hidrogén abszorpciója, majd több ezer cikluson keresztüli deszorpciója. 
A palládium-hidrid szupravezető, amelynek átmeneti hőmérséklete x ~ 1 esetén 9 K. (A tiszta palládium nem szupravezető). A fajlagos ellenállás csökkenését figyelték meg alacsonyabb hőmérsékleten (273 K-ig) hidrogénben gazdag (x ~ 1), nem sztöchiometrikus palládium-hidridben, és szupravezető állapotba való átmenetként értelmezték.    Ezeket az eredményeket megkérdőjelezték  , és eddig nem erősítették meg.

## Fordítás
Ez a szócikk részben vagy egészben  a   Palladium hydride című angol Wikipédia-szócikk ezen változatának fordításán alapul.  Az eredeti cikk szerkesztőit annak laptörténete sorolja fel. Ez a jelzés csupán a megfogalmazás eredetét és a szerzői jogokat jelzi, nem szolgál a cikkben szereplő információk forrásmegjelöléseként.